# Manuel Narváez
Manuel Antonio Narváez Rivera (Bayamón, 18 dicembre 1981) è un ex cestista portoricano.

## Carriera
Con Porto Rico ha disputato i Campionati mondiali del 2006 e due edizioni dei Campionati americani (2005, 2011).